# Eugène Mayer
Benjamin-Charles-Eugène Mayer, né à Cologne le 12 août 1843, et mort à Neuilly-sur-Seine le 27 septembre 1923, est un financier et patron de presse français du XIXe siècle.

## Famille
Eugène Mayer est le fils de Fanny Ochse, une juive allemande, et de Benjamin Mayer (1810-1864), un négociant en étoffes juif strasbourgeois établi à Paris depuis 1837 et dont la carrière fut tumultueuse. Associé à son beau-frère et à son frère Charles, Benjamin avait été accusé en 1838 de complicité de banqueroute frauduleuse et, après l'incendie de ses magasins de la rue Saint-Martin, de fraude à l'assurance. Défendu par Jules Favre, il avait finalement été acquitté. Lors de la guerre de Crimée, il s'associe à nouveau à son frère pour former une société de fournitures aux armées et réside pendant près de deux ans à Constantinople. Charles ayant fait faillite en 1858, Benjamin est arrêté à Paris à la demande du tribunal consulaire de la capitale ottomane. Mais comme il s'était retiré de la compagnie dès 1856 pour se mettre à son compte, il obtient gain de cause en appel. En septembre 1864, Benjamin est retrouvé mort dans sa propriété du hameau des Metz, à Jouy-en-Josas. Selon le polémiste antisémite Édouard Drumont, qui attaquera violemment Mayer et sa famille dans La France juive, le père d'Eugène se serait suicidé pour échapper à de nouvelles poursuites.
Le frère cadet d'Eugène est Seligman-Armand Mayer (1858-1934), qui fera carrière, comme son aîné, dans le monde de la presse.
Vers la fin des années 1870, Eugène rencontre Laure Davids (1843-1920), membre d'une famille d'artistes amie d'Isaac Strauss. Elle vient alors de quitter son mari, Georges Rapoport, qu'elle avait épousé en 1864 et auquel elle a donné deux enfants, une fille prénommée Adèle et un fils prénommé Marx (futur Max Maurey). Le couple adultérin Mayer-Davids a un fils, Laurent-Eugène (1879-1928, futur journaliste sous le nom de plume de Marcel Laurent), qu'Eugène reconnaît une première fois en 1881 puis une seconde fois en 1909 (conformément à la loi du 7 novembre 1907). Après la mort de Georges Rapoport en 1882 dans le cadre d'un sordide drame familial (il s'est donné la mort après avoir assassiné sa fille), Eugène épouse Laure, désormais veuve, en 1883.

## Biographie

### Débuts dans la finance et la presse
Après avoir effectué son service militaire dans l'armée française pendant la guerre franco-allemande de 1870, Eugène se lance à son tour dans les affaires. En 1871, il est directeur d'une société de courtage en bourse, l'Office général des tirages financiers. Légataire universel de son oncle, qui avait de nouveau investi dans une société de fournitures aux armées lors de l'intervention française au Mexique, il fonde sa propre société, Eugène Mayer et Cie, qui exerce des activités de change et de courtage au milieu des années 1870.
Établi comme banquier au no 35 de la rue Laffitte, il fonde avec Émile Robert-Coutelle un hebdomadaire financier, La Sûreté financière (reprenant le titre d'une publication dirigée entre 1868 et 1872 par un ancien associé de Mayer, l'escroc Paul Klotz), qui devient La Réforme financière en 1875. Au travers de nombreux articles bientôt compilés dans un recueil, cette feuille attaque en 1876 l'administration du Crédit foncier puis change subitement d'attitude au début de l'année 1877, après le versement de 25 000 francs à Mayer par le baron de Soubeyran, sous-gouverneur du Crédit foncier. Mayer sera plus tard explicitement accusé de chantage par Albert Christophle, député et gouverneur du Crédit foncier, lors de la séance du 1er juillet 1879 à la Chambre des députés. Christophle étant protégé par son immunité parlementaire, Mayer demandera la constitution d'un jury d'honneur. Celui-ci, présidé par Ernest Feray et composé des présidents et vice-présidents des groupes parlementaires républicains, lèvera certaines accusations tout en « rend[ant] justice au sentiment qui a inspiré M. Christophle lorsqu'il est monté à la tribune ». Cette réputation de maître chanteur sera entretenue par les détracteurs de Mayer, particulièrement par les antisémites tels que Drumont ou Jules Jouy.

### Un magnat de la presse républicaine, entre radicalisme et boulangisme
Le 30 août 1877, Eugène Mayer rachète La Lanterne, un quotidien politique fondé quelques mois plus tôt par Victor Ballay (à ne pas confondre avec le journal homonyme d'Henri Rochefort, qui a cessé de paraître l'année précédente). Directeur de ce journal jusqu'en 1896, rédacteur en chef de 1878 à 1895, il y emploie notamment Georges Sauton, Édouard Ducret, Gustave Naquet, Alfred Naquet, Léo Taxil, Camille Dreyfus, Tony Révillon et Aristide Briand. Parmi les journalistes travaillant sous la direction de Mayer figure également son propre frère Armand, qui rédige les échos et s'occupe des questions militaires.
Journal républicain radical et anticlérical, La Lanterne lutte contre le gouvernement réactionnaire du 16 mai, ce qui lui vaut plusieurs condamnations. La victoire des républicains n'assagit pas pour autant la ligne éditoriale de La Lanterne. En 1879, Yves Guyot, un ami proche de Mayer, mène sous le pseudonyme de « vieux petit employé » une violente campagne contre la préfecture de police dirigée par Albert Gigot et parvient à provoquer la démission du ministre de l'Intérieur, Émile de Marcère. Cette campagne n'ayant pas cessé avec le remplacement de Gigot par Louis Andrieux, celui-ci ordonne des poursuites et la saisie du journal, ce qui entraîne le vif débat parlementaire au cours duquel Christophle accuse Mayer de « chantage ».
Ces scandales contribuent au succès du quotidien, dont le tirage, s'élevant à 150 000 exemplaires en 1883, n'est alors surpassé que par celui du Petit journal. Les polémiques soulevées par La Lanterne suscitent quelquefois des duels entre Mayer et ses confrères : il doit ainsi affronter Alphonse Humbert, directeur du Mot d'ordre, en 1879, ou encore Alfred Edwards, directeur du Matin, en 1887. En 1883, il blesse le conseiller municipal Frédéric Sauton. Le 5 septembre 1882, il est souffleté à l'Odéon par Paul Déroulède, ce dernier s'estimant offensé par un article de La Lanterne critique à l'égard de la Ligue des patriotes, mais Mayer refuse une rencontre au profit d'une issue judiciaire.
En juillet 1880, Mayer fonde un nouveau journal radical, L'Intransigeant, dont il confie la rédaction à Henri Rochefort et l'administration à Canésie, ancien secrétaire de rédaction de La Lanterne.
L'influence politique de La Lanterne est considérable dans les années 1880. Lors des élections de 1885, une trentaine de députés est élue grâce au soutien du journal radical.

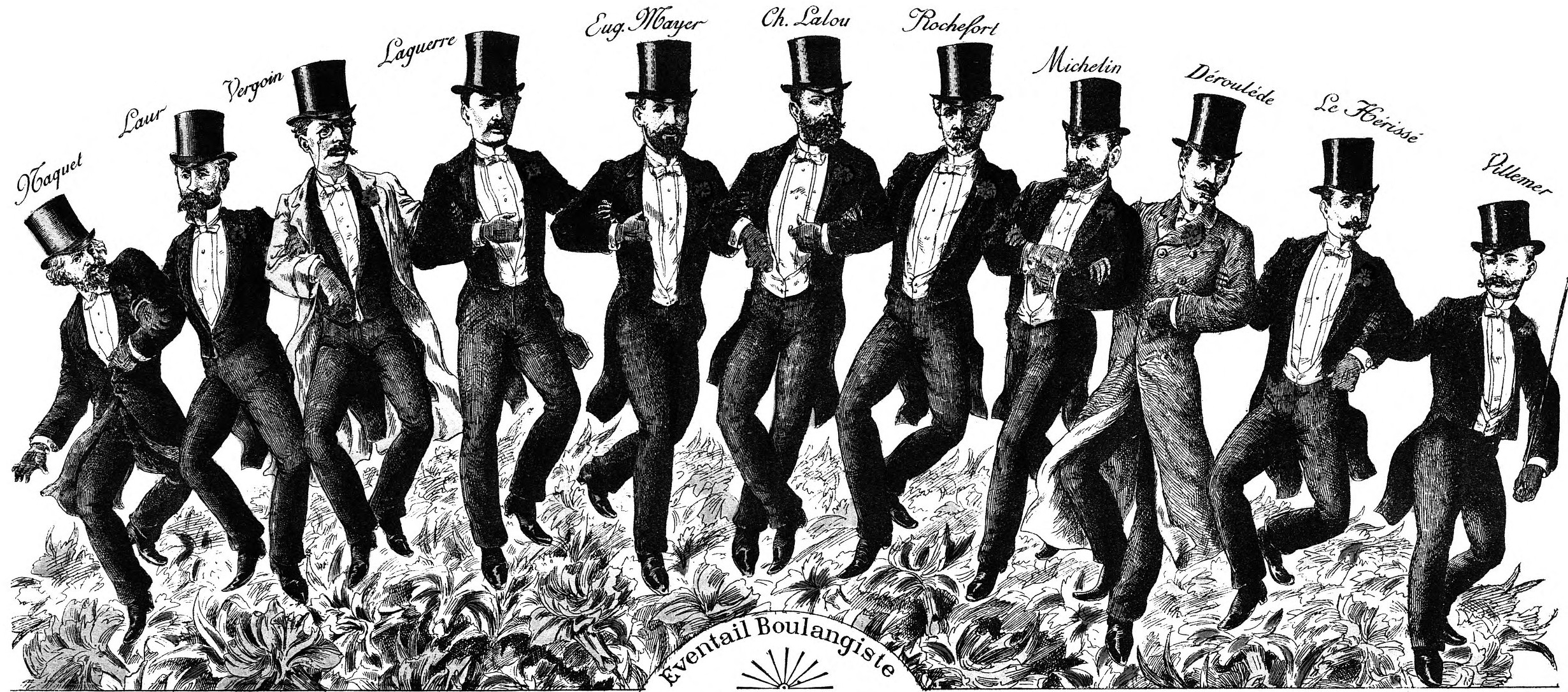
Mayer, Lalou et Rochefort, rédacteurs en chef de La Lanterne, de La France et de L'Intransigeant figurent au centre de cette représentation de l'état-major boulangiste (image d'Épinal).

Malgré son conflit avec Déroulède en 1882, Mayer adhère en juillet 1887 à la Ligue des patriotes. Cette même année, il fait partie des radicaux qui soutiennent le général Boulanger avant d'intégrer, au printemps 1888, le Comité républicain de protestation nationale puis le Comité républicain national, structures dirigeantes du boulangisme. L'appui du patron de presse à ce mouvement est cependant assez bref, car il commence à prendre ses distances avec le mouvement dès juin 1888, quand il démissionne du Comité républicain national à la suite d'un désaccord avec Arthur Dillon au sujet du financement de la campagne du général mais surtout parce qu'il a été payé 150 000 francs par les opportunistes via le fond Panama et que son tirage a beaucoup baissé avec l'aventure boulangiste. De retour au bercail radical, Mayer soutient la candidature de Jacques contre celle de Boulanger lors de l'élection partielle du 27 janvier 1889, perdant au passage un pari de 10 000 francs au profit de son confrère du Gaulois Arthur Meyer.

### De l'apogée à la déchéance
Après avoir cumulé les responsabilités de directeur et de rédacteur en chef de La Lanterne depuis le départ d'Adrien Duvand (parti reprendre la rédaction du Petit Lyonnais en 1878), Mayer confie en 1895 la direction politique du journal à Émile Cornudet et le poste de rédacteur en chef à Adolphe Maujan afin de se consacrer à la direction administrative du quotidien, de son Supplément illustré, de sa papeterie de Stains et de son imprimerie.
Ruiné par des spéculations boursières malheureuses, Mayer prend la fuite le 27 avril 1896 en laissant derrière lui une lettre évoquant un exil lointain et faisant craindre un suicide. Le bruit court qu'il se serait réfugié en Angleterre. Le 2 mai, les actionnaires du journal portent plainte contre lui, l'accusant d'avoir détourné 200 000 francs, puis, quatre jours plus tard, le tribunal de commerce de la Seine prononce la faillite de la société en commandite par actions Eugène Mayer et Cie et celle de La Réforme financière. C'est par défaut que Mayer est condamné pour abus de confiance à cinq ans de prison et 3 000 francs d'amende en janvier 1898.
La disparition d'Eugène Mayer, qui a suscité les commentaires acerbes des publicistes antisémites et cléricaux, ne semble avoir été que temporaire. En effet, si une revue d'extrême-droite peut encore indiquer en 1907 qu'« on ne trouva jamais l'escroc libre-penseur et juif », Mayer signe en 1909 un acte d'état civil dans lequel il apparaît comme publiciste et vivant avec son épouse à Paris.